# Tijdprobleem
Het tijdprobleem of probleem van bevroren tijd is een paradox in theoretische natuurkunde die ontstaat wanneer men de kwantummechanica en de algemene relativiteitstheorie probeert te combineren. Binnen de kwantummechanica wordt de tijd als universeel en absoluut beschouwd, met een vaste snelheid, terwijl de algemene relativiteitstheorie stelt dat de tijdsstroom relatief en kneedbaar is. Hierdoor roept het de vraag op wat tijd in werkelijkheid is, of het überhaupt een afzonderlijk fenomeen is en zelfs of tijd zich in een vaste richting beweegt.
De Wheeler-DeWitt-vergelijking, ontwikkeld door John Wheeler en Bryce DeWitt probeert beide theorieën te combineren om zo tot een theorie over kwantumgravitatie te komen. In deze vergelijking blijkt tijd geen rol te spelen.